# Cascinale su via Ariana
Il Casale di Via Ariana 71, Velletri, risale ai primi del 800, costruito dalla Famiglia Blasi, per il loro vigneto. Ospitò Giuseppe Garibaldi e il suo quartiere generale prima e dopo la Battaglia di Velletri nel 1849. 
Dopo la vittoria, Garibaldi pronunciò un discorso dal balcone del Casale.
insofferenti di tirannide

e di menzogne sacerdotali.

Possano le generazioni che seguono

emanciparsi da tali brutture.»
I fratelli Blasi fecero scolpire queste parole sulla facciata del Casale, inaugurandola il 19 Marzo 1874, piantando anche una Magnolia per commemorare l'evento.
Un'altra scritta sulla facciata del casale esprime l'orgoglio dei Fratelli Blasi nell'aver ospitato Garibaldi e i suoi uomini.
Giuseppe Garibaldi

Guardando attorno da questo terrazzo

Ripenso descrisse agli astanti

Il combattimento La Vittoria

Del 19 Maggio 1949

Sublime

Quella pagina di Storia Italiana

Confermata da LUI

Dei Nuovi fasti militari della Patria

Compendio vivo glorioso»
Il casale fu nei primi del 900 venduto alla Famiglia Lopes, che alla fine degli anni 70 lo vendette all'imprenditore di origini libanesi Edmond Acar, venuto in Italia con la sua famiglia, per via della Guerra Civile Libanese.